# Athetis pallidula
Athetis pallidula är en fjärilsart som beskrevs av Saalmüller 1891. Athetis pallidula ingår i släktet Athetis och familjen nattflyn. Inga underarter finns listade i Catalogue of Life.